# Tremarctos
Tremarctos és un gènere de carnívor de la família dels ossos (Ursidae) que ha existit a les Amèriques des del Pliocè fins a l'actualitat. L'espècie septentrional, T. floridanus, s'extingí fa 11.000 anys. L'única espècie vivent avui en dia és l'os d'antifaç (T. ornatus).